# 阿妮塔·斯滕贝格
阿妮塔·伊冯娜·斯滕贝格（挪威語：Anita Yvonne Stenberg，1992年8月28日—），挪威女子自行车运动员，2020年世界场地自行车锦标赛女子记分赛铜牌得主、2022年欧洲场地自行车锦标赛女子捕捉赛金牌得主、2023年欧洲场地自行车锦标赛女子记分赛金牌得主。